# Atemi
Atemi (jap.: 当て身 oder 当身, wörtlich „Schlagkörper“, von 当て身技 atemi-waza, sinngemäß „Schlagtechnik“) ist ein Begriff aus den japanischen Kampfkünsten (Budō). Er bezeichnet einen Stoß, Stich, Schlag oder Tritt auf empfindliche Körperpunkte des Gegners.
Ziel im ursprünglichen Bujutsu (Kriegskunst) war es, den Gegner mit einem Schlag kampfunfähig zu machen, zum Beispiel durch Atemi auf lebenswichtige vitale Punkte (Kyūsho, chin. Dian Xue, Dim Mak), Organe oder auch Chakren.
In vielen Kampfsportarten spielen Atemitechniken eine große Rolle, wie z. B. im Quanfa, Karate, Kickboxen, Taekwondo, Capoeira, Muay Thai und Ju-Jutsu. In einigen Jiu-Jitsu- und Aikidō-Stilen werden Atemi hauptsächlich eingesetzt, um die Konzentration beziehungsweise Körperbalance des Gegners zu stören und ihn zu kontrollieren. Da Aikidō eine rein defensive Kampfkunst darstellt und daher keine reinen Angriffe beinhaltet, wird Atemi hier nur als Bedrohung eingesetzt, um den Angreifer zu einer Bewegung zu zwingen oder ihn von einer Bewegung abzuhalten und ihn dadurch zu kontrollieren.
Viele Verteidigungstechniken lassen sich nicht ausführen, wenn ein Atemi nicht oder nur unzulänglich angewandt wird.
In Schwertschulen wird der Atemi ebenfalls als einleitende Ablenkung, Störung gelehrt, um sich einen Vorteil zu schaffen. Dabei sind die empfindlichen, ungeschützten Körperregionen zu treffende Bereiche.